# Lyciasalamandra
Lyciasalamandra är ett släkte av groddjur som ingår i familjen salamandrar.
Dessa salamandrar förekommer i sydvästra Turkiet samt på några turkiska och grekiska öar i angränsande regioner av Medelhavet.
Arter enligt Catalogue of Life:
- Lyciasalamandra antalyana
- Lyciasalamandra atifi
- Lyciasalamandra billae
- Lyciasalamandra fazilae
- Lyciasalamandra flavimembris
- Lyciasalamandra helverseni
- Lyciasalamandra luschani